# Radio NS
Radio NS (russe : Радио NS) est une station de radio privée kazakhe émettant depuis Almaty. 
Créée en 1995, cette station russophone propose des programmes centrés sur la musique russe et internationale (rock, pop-rock et musiques électroniques). Elle diffuse également des informations et des émissions thématiques (libre-antenne, hit-parade…). Cette radio commerciale est diffusée sur l'ensemble du territoire national. 

## Aire de diffusion
Radio NS fait ses débuts sur la bande FM d'Almaty — alors capitale du pays — le 6 mars 1995. Au départ simple radio locale, elle obtient des fréquences à Astana, Karaganda, Chimkent et Öskemen en 1997. En 2014, elle est diffusée en modulation de fréquence dans les vingt-huit plus grandes villes du pays et peut également être écoutée partout dans le monde en streaming sur internet.

## Fréquences
- Almaty : 106.0 MHz
- Aktaou : 106.2 MHz
- Noursoultan : 105.9 MHz
- Atyraou : 104.4 MHz
- Aktioubé : 103.8 MHz
- Karaganda : 105.6 MHz
- Kyzylorda : 107.7 MHz
- Lissakovsk : 104.6 MHz
- Ridder : 103.1 MHz
- Semeï (Semipalatinsk) : 102.8 MHz
- Taraz : 103.9 MHz